# Francesco Durante (politico)
Francesco Durante (Letojanni, 29 giugno 1844 – Letojanni, 2 ottobre 1934) è stato un politico e chirurgo italiano, senatore del Regno d'Italia dalla XVI legislatura.
Promotore e fondatore, assieme a Guido Baccelli, del Policlinico "Umberto I" di Roma, ove diresse per quasi 40 anni la clinica chirurgica, e presiedette la Società italiana di chirurgia. Fu il primo al mondo ad aver operato un tumore al cervello, nel 1884 in Roma. Alla sua memoria è intitolato il Premio scientifico di medicina e chirurgia, che saltuariamente si organizza a Letojanni.

## Biografia

### Infanzia e adolescenza
Francesco Durante nacque a Letojanni, un comune della provincia di Messina, il 29 giugno 1844.
Il padre Domenico Durante, che lavorava come addetto alla costruzione della strada destinata a collegare Messina con Catania, conobbe una ragazza del posto, Giovanna Galeano, e la sposò.
A quel tempo non esistevano scuole pubbliche per cui la sua istruzione e quella di suo fratello minore Giuseppe, che morì all'età di 14 anni, fu affidata inizialmente ad un anziano sacerdote, don Di Blasi.
Nel periodo della pubertà fu spinto dal padre a seguirlo sul lavoro, per fargli apprendere l'arte di impresario o di fabbricatore. La vocazione di Francesco Durante però era quella di fare lo scultore o il pittore, mostrò infatti assai presto spiccate qualità artistiche.
Il sogno del padre Domenico invece era quello di vedere il figlio laureato in ingegneria e a tal proposito lo mandò a proseguire gli studi a Messina sotto la vigile cura di don Strazzeri, altro sacerdote amico della famiglia Durante.

Il 1861 fu l'anno della svolta per la vita del giovane Durante. Un giorno fu trascinato da alcuni suoi amici che frequentavano la facoltà di Medicina di Messina ad assistere ad un'operazione. In questa occasione il professore stupito da alcune osservazioni di anatomia chirurgica dello stesso Durante esclamò:
Tale sollecitazione non cadde nel vuoto e dopo quell'esperienza Francesco Durante decise di intraprendere lo studio della Medicina.

### Maturità
Iniziò gli studi proprio a Messina per poi laurearsi a 24 anni nel 1868 a Napoli.
Da questo momento in poi, avido di conoscenze scientifiche, cominciò a frequentare uno dopo l'altro i principali luoghi di ricerca in ambito medico d'Europa. Rimase per un breve periodo come assistente presso l'ospedale di Firenze, allora capitale d'Italia, per poi dirigersi verso Vienna, dove fu allievo del celebre chirurgo Theodor Billroth. In seguito si diresse a Parigi e a Londra, dove ebbe la fortuna di conoscere un altro importante chirurgo, Joseph Lister, pioniere della chirurgia antisettica.

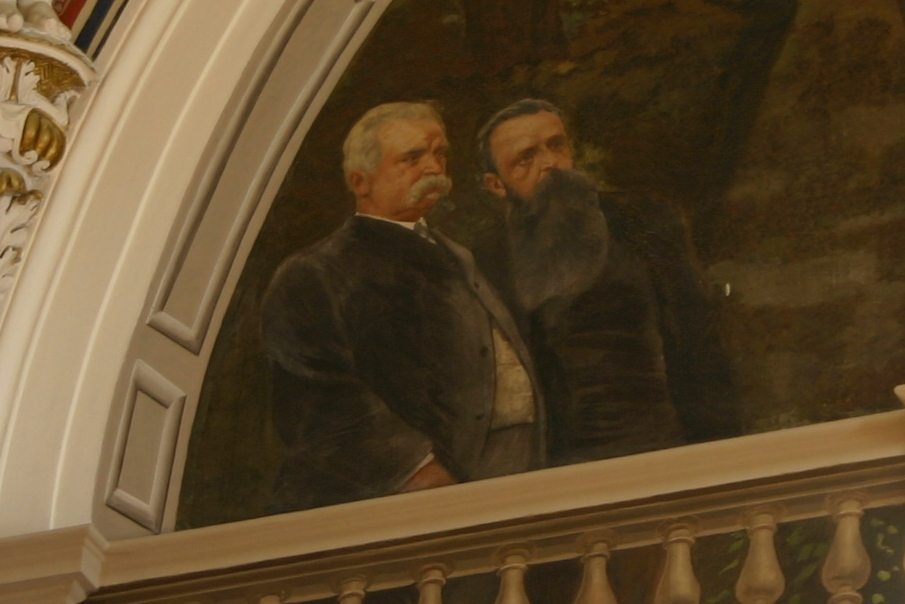
Affresco presente nella cappella situata all'interno del Policlinico Umberto I in cui sono rappresentati Francesco Durante e Guido Baccelli.

Nel 1873, a meno di 30 anni, fu chiamato a Roma da Costanzo Mazzoni che gli affidò il compito di svolgere il corso di Patologia chirurgica e nel 1877, alla morte dello stesso Mazzoni, Francesco Durante divenne direttore della Clinica chirurgica allora alloggiata presso il vecchio "Ospedale S. Giacomo".
Appena ricevuto tale incarico, l'ormai affermato chirurgo all'età di 33 anni, cominciò una radicale trasformazione della clinica da lui diretta. Il vero obiettivo del nuovo direttore però era quello di fondare una nuova clinica chirurgica all'avanguardia, fondata sulle più moderne innovazioni. Nel 1897 grazie anche alla collaborazione con Guido Baccelli, Durante riuscì nei suoi intenti e venne inaugurato il nuovo grande complesso ospedaliero, il Policlinico Umberto I, destinato a diventare il fiore all'occhiello della sanità italiana.. Fu per esempio il primo ospedale in Italia ad adottare il "metodo Nightingale" portato da Dorothy Snell, un'infermiera inglese, che divenne nel 1913 direttrice della "Scuola Convitto Regina Elena" situata proprio all'interno del nuovo complesso.

### Il ritorno a Letojanni
Il 19 luglio 1919, dopo 45 anni di insegnamento presso l'Università di Roma e dopo essere diventato una delle maggiori figure della chirurgia mondiale, abbandonò definitivamente la città eterna e con essa Villa Durante situata nei paraggi di Porta Pia, con l'intento di tornare nella sua terra natia.
Si ritirò a vita privata all'età di 75 anni nel suo palazzo, che si trova nei pressi di piazza Durante, al centro del comune di Letojanni.

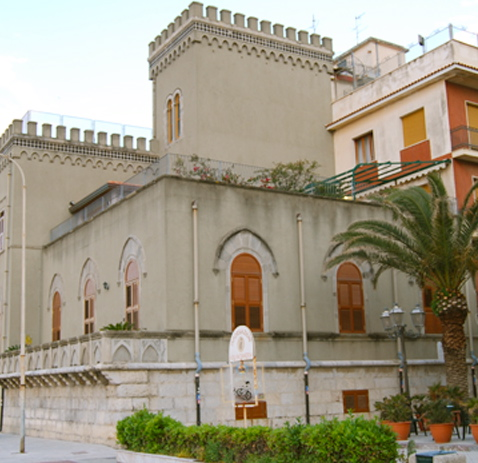
Villa Durante, nei pressi di Piazza Durante, Letojanni.

Morì il 2 ottobre 1934, e i suoi parenti conoscendo le sue convinzioni socialiste e anticlericali, non vollero permettere la benedizione della salma da parte del parroco del paese, don Giuseppe Lo Schiavo, che durante gli ultimi anni di vita del famoso chirurgo aveva cercato di condurlo alla "conversione".
A causa dell'affronto subito, il sacerdote impedì energicamente l'ingresso della salma all'interno della chiesa.
Nonostante ciò molti personaggi italiani di spicco, sia della vita politica che di quella scientifica, parteciparono al funerale che terminò con la sua sepoltura nel piccolo cimitero di Letojanni, come espresso nelle sue ultime volontà a fianco al padre, che tra l'altro fu il primo sindaco del comune di Letojanni-Gallodoro.

## Principali successi in ambito medico
I primi anni di insegnamento a Roma coincidono con il periodo in cui egli pubblicò i suoi primi lavori riguardo all'infiammazione delle pareti vasali, all'organizzazione del trombo e alla rivoluzionaria teoria sulla genesi dei tumori, basata su originali ricerche fatte su nei materni dermoidali ed epidermoidali, che portò alla nascita della cosiddetta teoria di Cohnheim-Durante, dato che ci furono dei contributi anche da parte del patologo tedesco, Julius Friedrich Cohnheim.
Tra i suoi più importanti meriti come chirurgo, è da sottolineare l'asportazione di una neoplasia cerebrale per la prima volta nella storia. Nel giugno del 1884 infatti riuscì ad intervenire su un meningioma frontale sinistro, dal volume di una mela, su una donna di 35 anni. L'intervento fu un successo e persino Harvey Williams Cushing, pioniere della neurochirurgia, giunse in Italia per documentarsi su di esso. Nel 1895 in occasione del decimo congresso della Società italiana di chirurgia, dopo alcuni anni di sperimentazione, presentò un metodo alternativo per la cura della tubercolosi mediante iniezioni locali di soluzione iodoiodurata. Successivamente Durante scoprì che tale soluzione non agiva direttamente sul bacillo della tubercolosi ma sull'attività fagocitaria dei leucociti, in ogni caso l'efficacia di tali iniezioni era evidente. Tra il 1895 e il 1898 inoltre fu pubblicato a Roma il suo trattato di chirurgia, uno dei migliori del suo tempo, motivo per il quale fu usato per molti anni da generazioni di studenti.
È inoltre annoverato tra i fondatori della Società italiana di chirurgia avvenuta nel 1882, di cui successivamente ricoprì anche la carica di presidente.

## Esperienze politiche
Il periodo di giovinezza del chirurgo siciliano coincise con un periodo di notevoli fermenti rivoluzionari, iniziati in Italia quando egli aveva solo pochi giorni di vita, ma grazie al ricordo di questi moti che toccarono anche la sua amata Sicilia, decise di entrare successivamente nella Massoneria. Celebre fu l'episodio in cui, appena sedicenne, vide per la prima volta la figura di Giuseppe Garibaldi, accolto trionfalmente a Messina come un liberatore. Fu proprio questo evento che fece accendere nell'animo del giovane Durante uno spirito patriottico che lo accompagnerà per tutta la vita. Prima del suo ritorno in Italia e l'inizio della sua carriera accademica presso l'università di Roma, ebbe un'esperienza nella guerra franco-prussiana come volontario nella Croce Rossa Germanica spinto dalla forte amicizia stretta con il medico tedesco Rudolf Virchow.
Fu un fedelissimo amico di Francesco Crispi, il quale lo fece nominare a 45 anni senatore a vita del Regno d'Italia dallo stesso Re Umberto I, al quale Durante dedicò l'inaugurazione del nuovo grande complesso ospedaliero di Roma. Agli inizi della prima guerra mondiale si schierò tra gli interventisti contro l'Austria e la Germania, anche se come già detto combatté a fianco dei Tedeschi nella guerra franco-prussiana. Nonostante avesse raggiunto una certa età (allo scoppio della Grande Guerra Francesco Durante aveva 70 anni), volle mettere a disposizione le sue energie ancora una volta dopo che era stato nominato già nel 1911 colonnello della Croce di Malta in occasione della Guerra di Libia.

## Grande filantropo

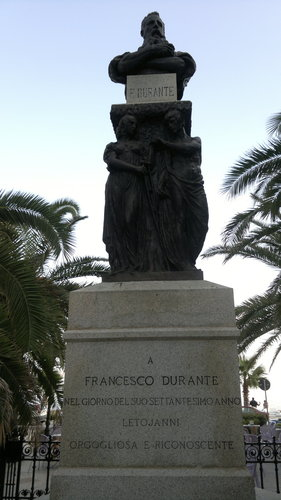
Monumento in onore di Francesco Durante a Letojanni.

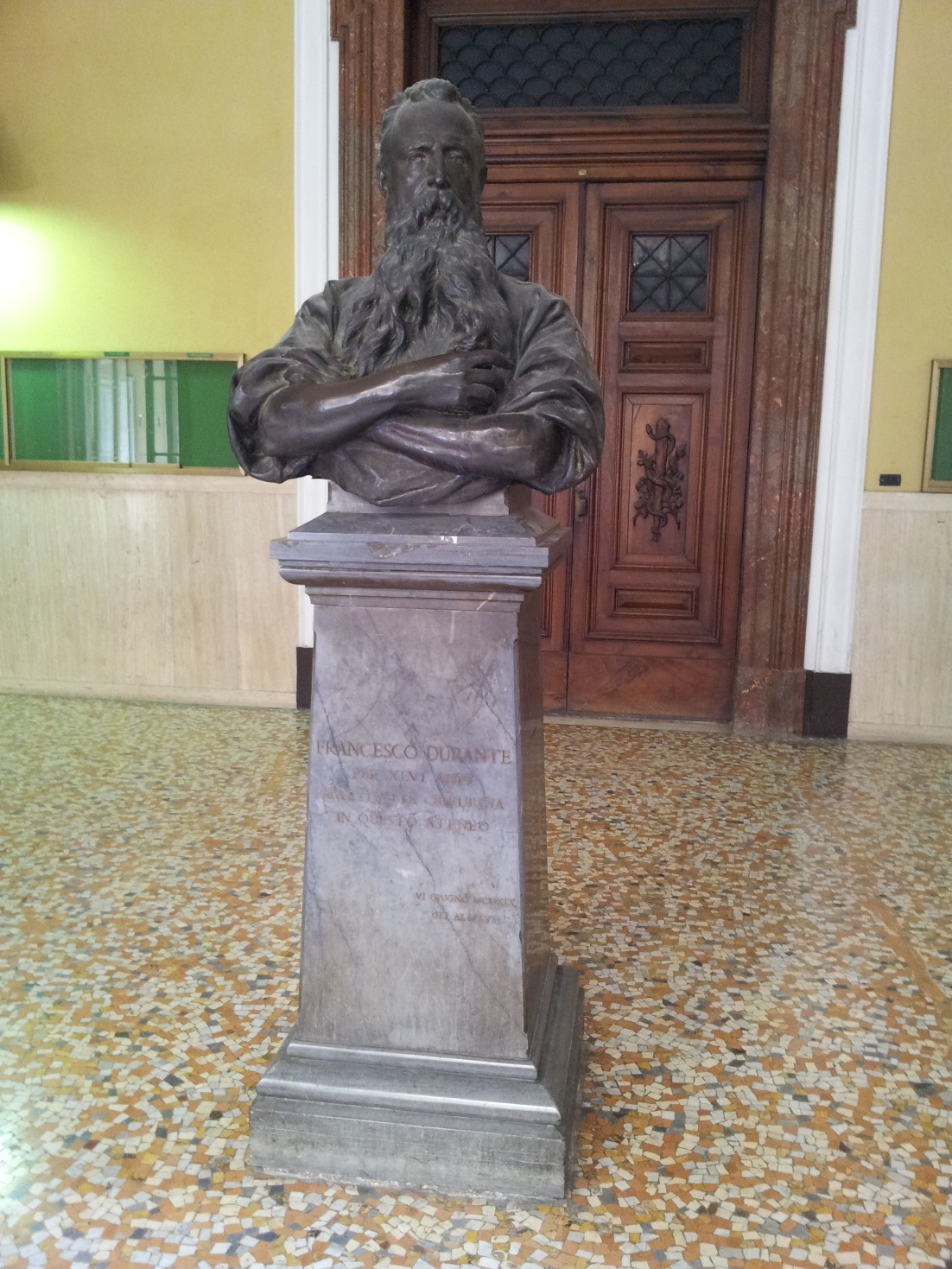
Monumento in onore di Francesco Durante al Policlinico Umberto I, Roma.

Nonostante i suoi grandi successi Francesco Durante rimase sempre un uomo semplice e altruista. Il suo intento è sempre stato quello di fare del bene per il prossimo. Molte sono state le sue opere filantropiche. In occasione del terremoto del 28 dicembre del 1908 che devastò Messina, giunse nella sua terra in veste di capo dei servizi sanitari e fu tra le persone che coordinarono i soccorsi. Stessa cosa fece in occasione di un altro evento catastrofico, il sisma che colpi la regione della Marsica il 13 gennaio 1915, dove allestì ad Avezzano padiglioni chirurgici nei quali prestò la sua validissima opera. Una volta rientrato a Letojanni, durante gli ultimi anni della sua vita, si impegnò a bonificare terre di sua proprietà dando lavoro a centinaia di braccianti grazie anche all'aiuto di suo figlio Domenico, che era diventato nel frattempo un esperto agrario. Nel 1933 prima di morire volle edificare nel suo paese anche una clinica che rimase in funzione fino a qualche anno dopo la sua morte, quando venne adattata a Scuola elementare.
Francesco Durante era molto amato dai suoi compaesani che decisero, per mostrare la loro gratitudine, di erigere in suo onore nel 1923 un monumento. L'opera, un busto bronzeo che lo raffigura sorretto da quattro bassorilievi che rappresentano la medicina, la chirurgia, la scienza e la carità, è opera del famoso scultore Ettore Ximenes che fu grande amico in vita dello stesso Durante.
Ai piedi del busto si può leggere:
Il monumento situato a Letojanni in ogni caso non è l'unico che gli fu dedicato. I suoi allievi in occasione del suo ultimo anno di insegnamento gli eressero anch'essi un busto bronzeo, molto simile a quello presente nel suo paese nativo (probabilmente opera anch'essa dello scultore Ettore Ximenes) situato di fronte all'entrata della sala principale dell'originaria Clinica Chirurgia del Policlinico Umberto I.
Sul piedistallo vi è un'iscrizione che recita:

## Opere principali
- Nesso fisio-patologico tra la struttura dei nei materni e la genesi di alcuni tumori maligni, in Arch. di chir. prat., 1874
- Gliepiteliomi, Roma, 1875
- Indirizzo alla diagnosi chirurgica dei tumori, 1879
- Estirpazione di un tumore endocranico (forma morbosa prima e dopo l'operazione), in Bull. d. R. Acc. med. di Roma, XI, 1885, pp. 247-252
- Gli ospedali degli Stati Uniti d'America, in Boll. uffic. della Pubblica Istruzione, XIV, 1888
- Trattato di patologia e terapia chirurgica generale e speciale (3 vol.), Dante Alighieri, Roma, 1895